# Saiyuki Requiem
Saiyuki Requiem est une œuvre de fiction basée sur l'univers de Saiyuki, shōnen manga créé par Kazuya Minekura.
Saiyuki Requiem est le premier film d'animation tiré du manga Saiyuki, et qui fait suite à la série animée Saiyuki - Chronique de l'Extrême Voyage. Sorti en 2001, le film connaît un véritable succès auprès des fans et est largement commandé. Il peut être considéré comme une plaque tournante parmi les péripéties des quatre héros de la série, car l'intrigue et les enjeux deviennent beaucoup plus sérieux par la suite. Bien qu'étant un Film, Saiyuki Requiem peut se caser entre les différentes saisons de l'animé, notamment près de celle où l'on découvre Homura, Zenon et Shien, les trois dieux guerriers.

## Personnages

### Genjô Sanzo
Le moine bouddhiste gardien du sutra du ciel maléfique, en mission vers l'Inde pour stopper la résurrection de Gyumao, le roi des yokaïs.

### Cho Hakkaï
Humain devenu un yokaï très puissant après avoir tué mille d'entre eux, compagnon de route de Sanzo.

### Sha Gojyo
Hybride d'humain et de yokaï, disposant des caractéristiques des deux espèces, compagnon de route de Sanzo.

### Son Goku
Né du ciel et de la terre au sein d'un rocher, ex-gardien des cieux avant son emprisonnement dans le mont Gojyo et sa libération par Sanzo après 500 ans de solitude et sans aucun souvenir de son ancienne vie, compagnon de route et protecteur de Sanzo.

### Oran
Hybride d'humaine et de yokaï, élevée comme une enfant normale avant l'arrivée de Dogan, seule rescapée du massacre de son village et servante de son ennemi. 

### Go Dogan
Ancien élève de Sanzo jaloux des amis de son maître, il dispose d'une puissance magique impressionnante et a juré de faire payer à Sanzo et sa bande ses longues années d'errance et de solitude. Il a obtenu les mêmes caractéristiques que chacun des membres de la bande de Sanzo, et compte les remplacer de force pour mener la quête vers l'Ouest à bien et prouver ainsi sa valeur.

### Koguaïji
Fils de Gyumao chargé par sa belle-mère de tuer Sanzo et de récupérer son sutra pour accélérer la résurrection de son père.

### Yaoné
Yokaï experte en explosifs et en poisons, sauvée par Kougaïji à qui elle a juré une fidélité éternelle.

### Dokakuji
Grand frère yokaï de Gojyo, il est le meilleur ami de Kougaïji et semble profiter des affrontements avec la bande de Sanzo pour revoir son frère.

### Lirin
Petite sœur de Kougaïji, elle refuse toujours de le laisser partir seul et finit toujours par se joindre à la bande pour combattre Sanzo. Elle ne pense qu'à s'amuser, et cette mission est pour elle le prétexte idéal.